# アウトバーン 95
アウトバーン 95（ドイツ語: Bundesautobahn 95, BAB 95 または A 95）はドイツの高速道路、アウトバーンの一路線である。
北のバイエルン州ミュンヘンから南のエシェンローエまで67 kmの路線を持つ地方道路である。